# Чемпионат мира по паралимпийскому плаванию 2019
Чемпионат мира по паралимпийскому плаванию 2019 года — 9-й по счёту чемпионат под эгидой Международного Паралимпийского комитета (IPC), который прошёл в Лондоне с 9 по 15 сентября 2019 года.
На чемпионате было разыграно 160 комплектов медалей и участвовало 637 спортсменов из 73 стран. Данный чемпионат мира является ключевым отбором для участия в соревнованиях по плаванию на Паралимпийских летних играх 2020 года в Токио.
Снова к участию в соревнованиях были допущены паралимпийцы из России, отстранённые из-за допингового скандала от Паралимпийских игр 2016 года в Рио-де-Жанейро, а также пропустившие VIII Чемпионат мира по паралимпийскому плаванию 2017 года в Мехико из-за отстранения Паралимпийского комитета России.

## Медальный зачёт (топ-5)
Страна — хозяйка соревнований 
| Место | Страна         | Золото | Серебро | Бронза | Всего |
| ----- | -------------- | ------ | ------- | ------ | ----- |
| 1     | Италия         | 20     | 18      | 12     | 50    |
| 2     | Великобритания | 19     | 14      | 14     | 47    |
| 3     | Россия         | 18     | 15      | 21     | 54    |
| 4     | Украина        | 17     | 22      | 16     | 55    |
| 5     | США            | 14     | 16      | 5      | 35    |
| Всего | Всего          | 161    | 159     | 163    | 483   |

## Медалисты
- ОС — рекорд Австралии и Океании

### Спортсмены с поражением опорно-двигательного аппарата (ПОДА) — Класс 2

#### Мужчины
| Дисциплина           | Класс | Золото                             | Серебро                                | Бронза                              |
| 200 м, вольный стиль | S2    | Александр Макаров — 4:16,00 Россия | Альберто Абарза — 4:19,51 Чили         | Владимир Даниленко — 4:20,27 Россия |
| 50 м, спина          | S2    | Александр Макаров — 56,70 Россия   | Джек Чех — 58,82 Польша                | Владимир Даниленко — 1:00,18 Россия |
| 100 м, спина         | S2    | Александр Макаров — 2:00,63 Россия | Владимир Даниленко — 2:04,59 Россия    | Альберто Абарза — 2:04,82 Чили      |
| 50 м, брасс          | SB2   | Арнульфо Касторена — 57,24 Мексика | Грэнт Пэттерсон — 1:00,76 OC Австралия | Йоаннис Костакис — 1:03,83 Греция   |

#### Женщины
| Дисциплина   | Класс | Золото                       | Серебро                               | Бронза                                |
| 50 м, спина  | S2    | Ю Пин Джю — 1:04,43 Сингапур | Анжела Прочида — 1:13,98 Италия       | Али ван Вик-Смарт — 1:17,76 AM Канада |
| 100 м, спина | S2    | Ю Пин Джю — 2:18,61 Сингапур | Али ван Вик-Смарт — 2:39,27 AM Канада | Анжела Прочида — 2:42,71 Италия       |

### Спортсмены с поражением опорно-двигательного аппарата (ПОДА) — Класс 3

#### Мужчины
| Дисциплина           | Класс | Золото                   | Серебро                  | Бронза                   |
| 200 м, вольный стиль | S3    | Диего Лопес Диас Мексика | Денис Остапченко Украина | Цзоу Лянканг Китай       |
| 50 м, вольный стиль  | S3    | Диего Лопес Диас Мексика | Цзоу Лянканг Китай       | Денис Остапченко Украина |
| 50 м, спина          | S3    |                          |                          |                          |
| 150 м, комплекс      | SM3   |                          |                          |                          |

#### Женщины
| Дисциплина           | Класс | Золото | Серебро | Бронза |
| 100 м, вольный стиль | S3    |        |         |        |
| 50 м, спина          | S3    |        |         |        |
| 50 м, брасс          | SB3   |        |         |        |

### Спортсмены с поражением опорно-двигательного аппарата (ПОДА) — Класс 4

#### Мужчины
| Дисциплина           | Класс | Золото                       | Серебро                | Бронза                  |
| 100 м, брасс         | SB4   |                              |                        |                         |
| 50 м, вольный стиль  | S4    | Кэмерон Лэсли Новая Зеландия | Такаюки Судзуки Япония | Роман Жданов Россия     |
| 100 м, вольный стиль | S4    | Роман Жданов Россия          | Такаюки Судзуки Япония | Джо Гисеонг Южная Корея |
| 200 м, вольный стиль | S4    | Роман Жданов Россия          | Такаюки Судзуки Япония | Ами Омер Дадаон Израиль |
| 50 м, спина          | S4    |                              |                        |                         |
| 150 м, комплекс      | SM4   |                              |                        |                         |

### Эстафеты (спортсмены с ПОДА)
| Дисциплина                                      | Золото                                                                           | Серебро             | Бронза |
| Смешанная эстафета 20 pts, 4×50 м вольный стиль | Китай — 2:20,61                                                                  | Италия — 2:22,40 EU | Россия — 2:30,39 Наталья Буткова Ани Палян Роман Жданов Артур Кубасов Дмитрий Черняев Анастасия Диодорова |
| Смешанная эстафета 20 pts, 4×50 м комплекс      | Китай — 2:32,59 WR                                                               | Бразилия — 2:40,92  | Украина — 2:41,20                                                                                         |
| Женская эстафета 34 pts, 4×100 м вольный стиль  | Великобритания — 4:23,86                                                         | США — 4:24,60       | Канада — 4:30,09                                                                                          |
| Женская эстафета 34 pts, 4×100 м комплекс       | Великобритания — 4:36,31 WR                                                      | США — 4:58,39       | Испания — 5:00,51                                                                                         |
| Мужская эстафета 34 pts, 4×100 м вольный стиль  | Италия — 3:46,83 WR                                                              | Украина — 3:48,83   | Австралия — 3:49,79                                                                                       |
| Мужская эстафета 34 pts, 4×100 м комплекс       | Россия — 4:09,16 Богдан Мозговой Андрей Калина Александр Скалиух Андрей Николаев | Италия — 4:10,26    | Китай — 4:18,02                                                                                           |

### Смешанная эстафета (нарушение зрения)
| Класс                         | Золото               | Серебро               | Бронза |
| 49 pts, 4×100 м вольный стиль | Украина — 3:51,85 WR | Бразилия — 3:53,17 AM | Россия — 3:54,09 Кирилл Белоусов Роман Макаров Анна Крившина Дарья Пикалова Максим Коваль Мария Латрицкая Артур Сайфутдинов |

### Спортсмены с нарушением интеллекта — Класс 14

#### Мужчины
| Дисциплина           | Класс | Золото                              | Серебро                                  | Бронза                                   |
| 200 м, вольный стиль | S14   | Рис Дан — 1:52,96 WR Великобритания | Томас Хамер — 1:55,19 Великобритания     | Джордан Кетчпол — 1:56,23 Великобритания |
| 100 м, спина         | S14   | Вячеслав Емельянцев — 59,62 Россия  | Джордан Кетчпол — 1:00,86 Великобритания | Луис Ловлор — 1:01,47 Великобритания     |
| 100 м, брасс         | SB14  | Наохидэ Ямагути — 1:04,95 WR Япония | Скотт Квин — 1:05,46 Великобритания      | Марк Эверс — 1:07,03 Нидерланды          |
| 100 м, баттерфляй    | S14   | Рис Дан — 54,46 WR Великобритания   | Лоуренс Сэп — 56,96 AM США               | Дай Токайрин — 58,14 Япония              |
| 200 м, комплекс      | SM14  | Дай Токайрин — 2:08,16 WR Япония    | Рис Дан — 2:08,70 ER Великобритания      | Василь Крайник — 2:10,42 Украина         |

#### Женщины
| Дисциплина           | Класс | Золото                                  | Серебро                                          | Бронза                                                               |
| 200 м, вольный стиль | S14   | Валерия Шабалина — 2:02,28 CR Россия    | Бетани Фёрт — 2:06,18 Великобритания             | Джессика-Джейн Эпплгейт — 2:06,27 Великобритания                     |
| 100 м, спина         | S14   | Бетани Фёрт — 1:05,97 CR Великобритания | Валерия Шабалина — 1:07,23 Россия                | Джессика-Джейн Эпплгейт — 1:08,33 Великобритания                     |
| 100 м, брасс         | SB14  | Луиз Фиддес — 1:13,20 CR Великобритания | Мишель Алонсо Моралес — 1:13,49 Испания          | Валерия Шабалина — 1:17,52 Россия Дебора Карнейро — 1:17,52 Бразилия |
| 100 м, баттерфляй    | S14   | Валерия Шабалина — 1:03,68 WR Россия    | Джессика-Джейн Эпплгейт — 1:04,26 Великобритания | Чан Юи Лам — 1:06,45 AS Гонконг                                      |
| 200 м, комплекс      | SM14  | Валерия Шабалина — 2:18,78 CR Россия    | Бетани Фёрт — 2:23,04 Великобритания             | Луиз Фиддес — 2:26,05 Великобритания                                 |

#### Смешанная эстафета
| Класс                      | Золото                                                                              | Серебро                                                                                  | Бронза                                                            |
| S14, 4×100 м вольный стиль | Великобритания — 3:42,21 WR Томас Хамер Бетани Фёрт Джессика-Джейн Эпплгейт Рис Дан | Россия — 3:45,32 Михаил Кулябин Вячеслав Емельянцев Валерия Шабалина Елизавета Барбатина | Австралия — 3:51,60 Рики Бетар Тэйлор Кори Рюби Шторм Лиам Шлютер |